# Institut national des sciences appliquées
Os Instituts Nationaux des Sciences Appliquées (INSA), em Português, Institutos Nacionais das Ciências Aplicadas, são estabelecimentos públicos franceses de pesquisa e ensino superior. Sendo a maior organização formadora de engenheiros na França (12% dos engenheiros), o INSA entrega sobretudo o diplôme d’ingénieur após cinco anos de estudos.
Os cinco institutos estão sob tutela do ministro do ensino superior francês e são classificados como Établissement public à caractère scientifique, culturel et professionnel, ou seja são instituições do ensino superior fora das universidades francesas.
O INSA de Estrasburgo e o INSA de Lyon formam também arquitetos através de um curso especial.
Criados recentemente, os INSAs possuem essencialmente um objetivo social que é de possibilitar o acesso do maior número possível de estudantes ao ensino superior de qualidade, independentemente de suas origens. Na época de sua criação, os estudantes dispunham de uma quitinete e de taxas de matrícula reduzidas, permitindo às classes média e popular o acesso ao ensino superior.
Entretanto, as taxas de inscrição são hoje similares às que se aplicam nas outras universidades públicas.
A organização desta rede de universidades está ligada à política de descentralização francesa. O primeiro INSA inaugurado, o INSA de Lyon, foi em 1957, seguido pelo INSA de Toulouse em 1963, INSA de Rennes em 1966, INSA de Ruão em 1985, e finalmente o INSA de Estrasburgo em 2003. Essa rede deveria compreender um instituto em Lille, que foi efetivamente construído e ligado ao Institut industriel du Nord, e também um estabelecimento em Argel, transferido durante sua construção à nova República da Argélia. Outro instituto que ainda não pertence ao INSA for inaugurado em 1996 em Túnis, capital da Tunísia. Este foi criado graças à cooperação franco-tunisiana na área do ensino superior. Era uma vontade da França de expandir o sistema de formação Ingénieur com cursos preparatórios integrados.
Após dois anos de cycle préparatoire intégré, essas universidades propõem diversas especialidades: Topografia, Engenharia industrial, Energia e meio ambiente, Engenharia civil, Biologia, Química, Ciência da computação, Eletrônica, Matemática, Mecânica, Física, Telecomunicação, Ciência dos materiais, entre outras.
Certos INSAs propõem a seus estudantes um curso internacional durante o cycle préparatoire (EURINSA, ASINSA, AMERINSA, NORGINSA, entre outros). Nesses cursos, os estudantes franceses e estrangeiros são agrupados em promoções comuns. Também é possível em certos institutos a prática de esporte de alto nível (seção sport-études), ou ainda a formação artística (musique-études, danse-études, théâtre-études, arts-plastiques-études, techniques-études, etc).
A Fédération des ingénieurs INSA edita uma revista chamada INTERFACE, que apresenta as atividades de todas filiais da federação.

## Lista de universidades

### Fundadoras
- Institut national des sciences appliquées de Lyon
- Institut national des sciences appliquées de Rennes
- Institut national des sciences appliquées de Rouen
- Institut national des sciences appliquées de Strasbourg
- Institut national des sciences appliquées de Toulouse
- Institut national des sciences appliquées Centre Val de Loire

### Parceiras
- École nationale supérieure de céramique industrielle